# Валитов, Шамиль Махмутович
Шамиль Махмутович Валитов (21 декабря 1955, Казань, РСФСР, СССР — 2 июля 2016, Казань, Российская Федерация) — советский и российский экономист. Ректор Казанского государственного финансово-экономического института (2007—2011). Доктор экономических наук, профессор.

## Биография
В 1978 году окончил с отличием Ленинградский финансово-экономический институт.
В 1979—1981 годах проходил службу в рядах Советской Армии.
После окончания аспирантуры в ЛФЭИ в 1984 году работал в Казанском финансово-экономическом институте, где прошёл все должностные ступени — м.н.с., ассистент, старший преподаватель, доцент, профессор.
В 1997 г. окончил с защитой докторантуру КГФЭИ.
- 1998—2004 гг. — заведующий кафедрой экономики производства,
- 2000—2007 гг. — проректор по научно-исследовательской работе,
- 2007—2011 годах — ректор КГФЭИ.

## Сфера научных интересов
Основные направления научных исследований — коммерческий расчёт, новые структурные образования в промышленности, энергосбережение. Работая в данных направлениях, он опубликовал 105 научных публикаций, 30 публикаций методического характера.
Являлся членом учебно-методического объединения по специальности «Антикризисное управление», активно работает на программе MBA — КГФЭИ, является руководителем магистерской программы «Экономика фирмы».
Являлся председателем межрегионального диссертационного совета по защите докторских и кандидатских диссертаций по специальностям 08.00.01 — Экономическая теория и 08.00.05 Экономика и управление народным хозяйством.

## Научные достижения
Его научные разработки активно используются в деятельности ОАО «СНЭМА» (Уфа), ОАО «Химпром» (Новочебоксарск), ОАО «Нижнекамскнефтехим», НГДУ «Ямашнефть» и др.
Участвовал в разработке концепции и программы энергосбережения города Казани (2001), работал по грантам АНТ и фонда НИОКР:
- 2002 г. НИР «Исследование закономерностей, методов государственного регулирования и прогнозирования процесса энергосбережения в Республике Татарстан в условиях социально-экономической трансформации».

- 2003 г. НИР «Научные основы освоения потенциала эффективности использования энергетических ресурсов на предприятии нефтегазодобывающего комплекса Республики Татарстан».

- 2004 г. НИР "Исследование закономерностей, методов гос. регулирования и прогнозирования процессов формирования совокупности мероприятий для экологической программы нефтегазодобывающего предприятия в РТ в условиях социально-экономической трансформации.

Избран академиком Академии труда и занятости (1999 г.), академиком Академии гуманитарных наук (2001 г.), действительным членом Академии информатизации Республики Татарстан (2003 г.), академиком Международной Академии связи (2005 г.).
Являлся членом Республиканской межведомственной комиссии по экономическим и социальным реформам, членом межведомственной комиссии по реализации государственной, кадровой политики в отраслях экономики Республики Татарстан, Ученым секретарём Академии информатизации Республики Татарстан.
Являлся главным редактором журнала «Вестник КГФЭИ», входит в состав межвузовских редакционных советов ряда научно-практических журналов, таких как «Менеджмент производства и услуг», «Проблемы экономики и управления», «Ресурсоэффективность Республики Татарстан» и других.

## Научная школа
Подготовил двух докторов экономических наук, 15 кандидатов экономических наук.

## Государственные награды
В 2000 году ему было присвоено почётное звание «Заслуженный экономист Республики Татарстан», в 2005 году — «Заслуженный деятель науки Республики Татарстан». Указом Президента РФ от 30 июня 2005 награждён медалью «В память 1000-летия Казани».